# Ischnopsyllus emminus
Ischnopsyllus emminus är en loppart som beskrevs av Jordan et Rothschild 1921. Ischnopsyllus emminus ingår i släktet Ischnopsyllus och familjen fladdermusloppor. Inga underarter finns listade i Catalogue of Life.